# Ditrichum gracile
Ditrichum gracile ist eine Laubmoos-Art aus der Familie Ditrichaceae.

## Merkmale
Das Moos bildet meist lockere, gelbbraune bis dunkelgrüne, oft glänzende Rasen. Die Stämmchen sind etwa 4 bis 11 Zentimeter hoch und unten meist rhizoidfilzig. Die bis um 7 Millimeter langen Blätter sind oft etwas sichelförmig und aus der eiförmigen Basis allmählich in eine lange röhrenförmige Pfriemenspitze verschmälert. Die Blattränder sind unten ganzrandig, an der Spitze gezähnt. Die kräftige, bis in die Blattspitze reichende oder austretende Rippe nimmt am Blattgrund etwa ein Drittel bis ein Viertel der Blattbreite ein und ist im Querschnitt kaum von der angrenzenden Lamina abgesetzt. Die Laminazellen sind oben isodiametrisch bis kurz-rechteckig oder rautenförmig, im unteren Blattdrittel überwiegend langgestreckt und in der Nähe der Rippe getüpfelt.
Die dunkelrote Seta ist bis 2,5 Zentimeter lang und mehr oder weniger verbogen, die Kapsel aufrecht bis leicht geneigt, dunkelbraun, zylindrisch, bis 2 Millimeter lang, der Deckel kegelig bis kurz geschnäbelt. Die etwa 400 µm langen Peristomzähne sind fast bis zur kurzen Basalmembran herab zweispaltig. Sporen sind 12 bis 15 µm groß und fein papillös. Das Moos ist diözisch. Es fruchtet nur selten. Brutkörper sind unbekannt.

## Standortansprüche und Verbreitung
Ditrichum gracile wächst auf meist kalkreichen, jedoch immer basenreichen Standorten, besonders an feuchten Kalkfelsen und schattigen Kalkmagerrasen.
Vorkommen gibt es in Europa, Asien, Nord-, Mittel- und Südamerika sowie auf Neuguinea und Neuseeland.

## Systematik
Ditrichum gracile wurde in der Vergangenheit nicht von Ditrichum flexicaule im weiteren Sinn unterschieden, sondern wurde 1985 von Frisvoll als eigenständige Art abgetrennt.
Ein oft verwendetes Synonym ist Ditrichum crispatissimum (Müll.Hal.) Paris; weitere sind: Ditrichum flexicaule var. longifolium (J.E.Zetterst.) I.Hagen, Ditrichum giganteum R.S.Williams.
Gegenüber Ditrichum flexicaule unterscheidet sich Ditrichum gracile durch meist größere Wuchshöhe und längere Blätter, die im unteren Blattabschnitt längeren Laminazellen und die dorsal nicht vorgewölbte Blattrippe. Ditrichum gracile bevorzugt feuchtere und schattige Standorte.